# El horror escarlata
El horror escarlata (The Crimson Horror) es el duodécimo episodio de la séptima temporada moderna de la serie británica de ciencia ficción Doctor Who, emitido originalmente el 4 de mayo de 2013. Se trata del episodio número 100 (sin contar minisodios) desde el regreso de la serie en 2005.

## Argumento
En 1893, Madame Vastra, Jenny Flint y Strax investigan "El horror escarlata", una misteriosa plaga que está provocando muertes en las que las víctimas tienen la piel roja. La superstición dice que la retina retiene la última imagen que ha visto una persona, y se quedan impresionados al descubrir que la última víctima lo último que había visto era al Undécimo Doctor (Matt Smith). Viajan a Yorkshire, donde Jenny se infiltra en Sweetville, una comunidad liderada por la Sra. Gillyflower (Diana Rigg) y el invisible Sr. Sweet. La Sra. Gillyflower evangeliza sobre el apocalipsis que va a llegar para animar a la gente a venir, usando a su hija ciega Ada que fue maltratada por su último marido, como ejemplo de su sociedad condenada.
Jenny (Catrin Stewart) encuentra al Doctor, que está encadenado y tiene la piel roja y con una textura sólida. El Doctor entra en una cámara para revertir el proceso con la ayuda del destornillador sónico, y le explica a Jenny que Clara (Jenna Coleman) y él habían llegado y descubierto el misterio de "el horror escarlata". Habían entrado en Sweetville para investigar, pero descubrieron que estaban allí para ser preservados para sobrevivir al apocalipsis. El proceso no funcionó con el Doctor porque no es humano, y Ada le salvó de la destrucción, llamándole cariñosamente "mi monstruo". El Doctor encuentra a Clara y revierte el proceso en ella. Mientras tanto, Vastra (Neve McIntosh) reconoce que Sweetville está usando el veneno de una sanguijuela roja prehistórica. El Doctor y Clara se enfrentan a la Sra. Gillyflower, que revela que tiene planes de lanzar un cohete para esparcir el veneno por todo el cielo. Después también revela que el "Sr. Sweet" es una sanguijuela roja que ha formado una relación simbiótica con ella. El Doctor echa en cara a la Sra. Gillyflower que ha experimentado en Ada (Rachael Stirling) para conseguir la fórmula de preservación perfecta. Ada, al oír esto, avanza enfurecida hacia su madre, lo que le da tiempo a Clara para destruir los controles. Sin embargo, la Sra. Gillyflower toma como rehén a Ada a punta de pistola y se va al silo del cohete, disfrazado de chimenea, para alcanzar el control secundario.
La Sra. Gillyflower lanza el cohete, pero Vastra y Jenny revelan que ellas retiraron el veneno del mismo. La Sra. Gillyflower se dirige hacia el Doctor, pero Strax (Dan Starkey) aparece en lo alto de la chimenea y la dispara, haciendo que caiga rodando por las escaleras. Moribunda, se siente orgullosa del odio de su hija hacia ella. El Sr. Sweet la abandona y poco después Ada le aplasta con su bastón, matándolo. El Doctor y Clara se despiden de todos. Ada dice que intentará buscar nuevas oportunidades en la vida. Vastra y Jenny preguntan sobre Clara, ya que habían conocido a una versión suya victoriana en Los hombres de nieve, la cual murió. El Doctor no puede explicar nada, porque él mismo no conoce la respuesta todavía.
El Doctor deja a Clara en el Londres de la actualidad. Cuando regresa a casa, encuentra que los dos niños que ella cuida, Angie y Artie, han descubierto en internet fotos suyas del pasado, incluyendo una que ella no reconoce en el Londres victoriano (Los hombres de nieve). Le dicen que debe ser una viajera en el tiempo y amenazan con contárselo a su padre si no les lleva con ellos en uno de sus viajes.

### Continuidad
Cuando el Doctor llega, menciona a Clara que una vez pasó mucho tiempo intentando llevar a una "deslenguada australiana" al aeropuerto de Heathrow, una referencia a la acompañante del Quinto Doctor Tegan Jovanka y sus esfuerzos por llevarla de vuelta a Heathrow desde Four to Doomsday hasta Time-Flight. Otra referencia a Tegan se hace cuando el Doctor le dice a Clara, "valiente corazón, Clara", una frase que solía usar cuando hablaba con Tegan.
En la secuencia del flashback, el Doctor dice que la gente romani cree que la última imagen que una persona muerta ve queda retenida en su retina. Esto es similar a una versión que el Cuarto Doctor dice a la tripulación del Nerva Beacon antes de conectar su mente a la retina del Wirrn muerto en The Ark in Space.
Al llegar a Casa, Clara descubre que los niños que cuida han encontrado fotos históricas suyas de 1974 (Oculto) y de 1983 (La Guerra Fría). También han encontrado una foto de 1892 de Clara Oswin Oswald (Los hombres de nieve) que asumen es la Clara que ellos conocen.

## Producción
En El horror escarlata regresaron Vastra, Jenny y Strax. El productor ejecutivo Steven Moffat contó a Radio Times que la historia se contaría desde el punto de vista de ellos, para la audiencia "para verles enfrentarse a un caso por su cuenta, y cruzarse en el camino del Doctor casi accidentalmente". Moffat había planeado escribir el episodio él mismo, pero se dio cuenta de que no podría hacerlo, y llamó a su "viejo amigo" Mark Gatiss.
El episodio se "escribió especialmente para las madre e hija Diana Rigg y Rachael Stirling. Era la primera vez que las dos trabajaban juntas en pantalla. Gatiss había trabajado en una obra con Stirling, quien le mencionó que Rigg y ella nunca habían hecho nada juntas, y Gatiss le ofreció "unirlas" en este episodio de Doctor Who, para el que había desarrollado entonces solo la premisa básica. Stirling dijo que Gatiss había escrito "una relación en pantalla entre mamá y yo que es verdaderamente deliciosa. Nunca habíamos trabajado juntas porque las ofertas no habían sido tentadoras, pero cuando un guion tan divertido y original te llega, sabes que ha llegado el momento". Gatiss también dijo que quería escribir un "Who propiamente norteño" y reveló que Rigg pudo usar su acento nativo de Doncaster por primera vez.

## Emisión y recepción
Las mediciones nocturnas de audiencia mostraron que 4,61 millones de espectadores vieron el episodio en directo. La puntuación de apreciación fue de 85.
El horror escarlata recibió en general una respuesta positiva de la crítica. Ben Lawrence del Daily Telegraph le dio al episodio 5 estrellas sobre 5, escribiendo que "atestó idea tras idea mientras seguía manteniendo un ritmo tremendo y vivaz y desarrollaba una historia fantásticamente satisfactoria". Alabó la forma en que el Doctor y Clara no aparecieron en el episodio hasta quince minutos más tarde, lo que redujo la cantidad de exposición. Dan Martin de The Guardian fue positivo hacia la forma en que el episodio jugó con el género y la forma, diciendo que "fue tan demente y tétrico como el programa debería ser siempre". Neela Debnath, de The Independent, dijo que el episodio tuvo "una gran trama al nivel de la escala gigante".
Patrick Mulkern de Radio Times escribió que tuvo "un misterio decente, una trama lógica, una gran parte de camp, pero quizás lo mejor de todo es un danse macabre". Notó que el episodio tenía "más de un toque de Los vengadores, que estaba protagonizada por Rigg. Mark Snow de IGN le dio al episodio un 8,7 sobre 10, calificándolo como "el mejor hasta ahora" de esta mitad de la temporada. Alabó el humor y el estilo, y comentó que "la amenaza no fue nunca verdaderamente inminente, ni lo fue su escala tan grande o épica como predecesores recientes, pero eso también significaba que por una vez había historia justo suficiente para encajar en un solo episodio". Nick Setchfield de SFX le dio al episodio 4 estrellas sobre 5, describiéndolo como "suficientemente asentado como para llegar justo hasta el borde de la parodia sin cruzarlo". Aunque alabó a Rigg, dijo que Stirling hizo "la interpretación a destacar". Sin embargo, Morgan Jeffery de Digital Spy fue más crítico, dándole al episodio 2 estrellas sobre 5. Remarcó que le pareció de "relleno" y criticó al personaje de Rigg por estar escrito como "una bruja parlanchina sobreactuada". Sin embargo, alabó la profundidad emocional que añadió el personaje de Stirling y la dirección.